# Morwamosu
Morwamosu est une ville du Botswana.